# Tessei
「Tessei」（てっせい）は、三好鉄生の1枚目のオリジナル・アルバム。1982年3月21日にアルファレコード（現：ソニー・ミュージックレーベルズ）から発売された。

## 解説
1982年4月〜7月にTBSテレビ系で放送された、青島幸男原作「人間万事塞翁が丙午」をテレビドラマ化した際の主題歌で本作と同日発売のデビュー・シングル「アイ・ラヴ・ユーこの街」を含む全10曲。本作から「涙をふいて」がシングルカットされた。
LPレコードの帯には『人生、やさしさ、悲しみ、希望…本物の歌は君にそれを感じさせてくれる　三好鉄生の歌は人生そのものだ』と記述されている。ピクチャー・レーベル仕様。

## 収録曲

### Side:A
1. アイ・ラヴ・ユーこの街（3:25）
  - 作詞・作曲：三好鉄生
  - 編曲：緒方泰男&ジェフ・バクスター
2. THANK YOU, BABY（4:16）
  - 作詞：康珍化　作曲：鈴木キサブロー
  - 編曲：鈴木キサブロー&ジェフ・バクスター
3. どうやらここまで（3:46）
  - 作詞：三好鉄生&柴山俊之　作曲：三好鉄生
  - 編曲：緒方泰男&ジェフ・バクスター
4. ハートブレイク・シティ（4:42）
  - 作詞：康珍化　作曲：中村泰士
  - 編曲：緒方泰男&ジェフ・バクスター
5. マイ・ライフ（5:02）
  - 作詞・作曲：三好鉄生
  - 編曲：緒方泰男&ジェフ・バクスター

### Side:B
1. 涙をふいて（4:41）
  - 作詞：康珍化　作曲：鈴木キサブロー
  - 編曲：鈴木キサブロー&ジェフ・バクスター
2. 明日は明日の風が吹く（4:33）
  - 作詞：三好鉄生&柴山俊之　作曲：三好鉄生
  - 編曲：緒方泰男&ジェフ・バクスター
3. 朝もやのふたり（4:09）
  - 作詞・作曲：三好鉄生
  - 編曲：緒方泰男&ジェフ・バクスター
4. 恋の特急便（MEAN WOMAN BLUES）（3:34）
  - 作詞：三好鉄生&柴山俊之　作曲：Claud De Metruis
  - 編曲：ジェフ・バクスター
5. 果てしなき愛（5:21）
  - 作詞：三好鉄生&柴山俊之　作曲：三好鉄生
  - 編曲：緒方泰男&ジェフ・バクスター
  - ブラス編曲：ロン・ブライス

## 発売履歴
| 発売日        | レーベル         | 規格 | 規格品番  | 備考 |
| ------------- | ---------------- | ---- | --------- | ---- |
| 1982年3月21日 | アルファレコード | LP   | ALR-28034 |      |
| 1982年3月21日 | アルファレコード | CT   | ALC-28033 |      |